# Kerékteleki
Kerékteleki es un pueblo ubicado en el distrito de Kisbér, condado de Komárom-Esztergom, Hungría.

## Superficie
Posee una superficie de 29,45 kilómetros cuadrados.

## Demografía
Hasta 2022 la población era de 645 habitantes, con una densidad de población de 21,90 habitantes por kilómetro cuadrado.